# Ko Jonghi
Ko Jonghi (hangul: 고용희, handzsa: 高容姬, RR: Ko Yong-hŭi), születési nevén: Takada Hime (高田姫, Oszaka, 1952. június 26. – Párizs, 2004. május 24.) a hajdani vezető Kim Dzsongil (Kim Jŏng-il) felesége, a jelenlegi vezető, Kim Dzsongun (Kim Jŏng-ŭn) édesanyja. Észak-Koreában „Phenjan Anyja”, a „Nagy Édesanya”, és a „Szonguni Korea Anyja” néven hivatkoznak rá.

## Élete
Takada Hime néven született zainicsi szülők gyermekeként, Oszaka város Ikuno kerületében, Japánban. Édesapja neve Ko Gjongthek (고경택, Ko Gyŏng-t'aek) volt, anyja nevét nem hozták nyilvánosságra (mivel abból rájöhettek volna, mi volt a születéskori neve). Édesapja (nagyapjához hasonlóan) az oszakai varróüzemben dolgozott, amelyet a Japán Birodalmi Hadsereg üzemeltetett, és ahol a hadsereg számára készítettek egyenruhákat. Családjával az 1960-as évek elején költözött Észak-Koreába, egy visszahonosítási program keretében. A 70-es években táncos lett a Manszude (Mansudae) Művésztársulatban. Nevét ekkortájt változtatta Ko Jonghi (Ko Yong-hui)-re.
Ko Kim Dzsongil (Kim Jŏng-il)lel valószínűleg 1972-ben találkozott először. 1981-ben megszületett első közös gyermekük, Kim Dzsongcshol (Kim Jŏng-ch'ŏl). Ő Kim Dzsongil (Kim Jŏng-il) harmadik gyermeke volt, Kim Dzsongnam (Kim Jŏng-nam) (1971–2017) és Kim Szolszong (Kim Sŏl-song) (1974–) után. Második közös gyermekük, Kim Dzsongun (Kim Jŏng-ŭn), az ország jelenlegi vezetője 1984-ben született. Őt követte egy leánygyermek, Kim Jodzsong (Kim Yŏ-jŏng).

## Halála
Haláláról több különféle verzió létezik. Nagy valószínűséggel emlőrákban hunyt el.
Az első változat szerint, ami leginkább hitelt érdemlő, hogy Párizsba küldték orvosi kezelésre, és itt is hunyt el, 2004. május 24-én. Más változat szerint viszont 2004 tavaszán kómába esett, és augusztusban hunyt el, Phenjanban, miután hazaszállították Párizsból.